# 陆建艺
陆建艺（1957年—2019年12月15日），吉林长春人，中国配音演员、影视演员、译制片导演，长春电影制片厂员工。配音代表作有《魔窟寻谍》、《罗马假日》、《阴谋的代价》、《变形金刚》系列、《加勒比海盗》系列、《不可阻擋的High Kick！》等。

## 生平
1982年毕业于吉林艺术学院戏剧系。1985年由吉林市话剧团调入长春电影制片厂译制片分厂任配音演员，后兼任译制片导演。